# لونگ‌یربین
لونگ‌یربین (به نروژی: Longyearbyen) شهری با جمعیت ۲۰۰۰ نفر در مجمع‌الجزایر سوالبارد نروژ است. لونگ‌یربین، بزرگ‌ترین شهرک و مرکز مجمع‌الجزایر سوالبارد است. این شهر شمالی‌ترین شهرک کره زمین از هر نوعی است و بیش از ۱۰۰۰ نفر سکنه ثابت دارد.
شهر تا سال ۱۹۲۶ به خاطر جان مورانو لانگ یر بود که شرکت زغال سنگش از ۱۹۰۶ در آنجا مشغول به کار بود. با عنوان لانگیر سیتی شناخته می‌شد. از ۱۹۱۶ شرکت نروژی استور نورسک کنترل عملیات معدنکاری را در دست گرفت و هنوز به کار ادامه می‌دهد. کریگسمارینه آلمانها شهر را در ۸ سپتامبر ۱۹۴۳ تقریباً نابود کرد اما پس از جنگ جهانی دوم بازسازی انجام شد. از نظر تاریخی شهر لونگ‌یربین یک شهر شرکتی بود اما بیشتر وسایل معدنکاریش در دهه ۹۰ به شهر اسواگرووا منتقل و در سال ۲۰۱۷ به علت مشکلات مالی شرکت تولید متوقف شد. در همین حین شهر شاهد رشد عظیمی در گردشگری و تحقیقات بود و این شامل آمدن موسساتی مانند مرکز دانشگاهی سوالبارد، خزانه جهانی بذر سوالبارد، مرکز ماهواره ای سوالبارد بود. فرودگاه و کلیسای سوالبارد هم به جامعه خدمت می‌کنند.